# Gubei (Pékin)
Pour les articles homonymes, voir Gubei.
Gubei, également appelé le village d'eau de Gubei (chinois : 古北水镇 ; pinyin : gǔběi shuǐ zhèn), ou encore en anglais Gubei Water Town, se situe dans la bourg de Gubeikou (zh) (古北口镇) dans le xian de Miyun à Pékin, en Chine

## Situation
Le village d'eau de Gubei entoure le réservoir du lac Yuanyang (鸳鸯湖) et s'appuie contre Simatai, une partie de la Grande Muraille de Chine, considérée comme une section dangereuse et majestueuse de la Grande Muraille.

## Histoire et style architectural
Ce village bénéficie d'une combinaison de montagnes, d'eau et de maisons anciennes. Sa notoriété vient du fait que ce type d’ancien village naturel est rarement vu en banlieue de Beijing, tant il reflète une intégration parfaite entre les paysages montagneux et aquatiques et les constructions humaines.
Le village est caractérisé par le style architectural du nord, et l'histoire et la culture de la fin de la dynastie des Qing (1644-1911) et de la période historique de la République de Chine (1912-1949). La plupart des bâtiments ne sont pas d’origine, mais sont reconstruits dans le style traditionnel. Basé sur cinq villages anciens et une ressource en eau, ce village d'eau s'est fortement développé. Il est aujourd'hui devenu une destination fortement touristique. Couvrant une superficie d’environ 9 kilomètres carrés, ce lieu de villégiature comprend deux quartiers pittoresques, le village des eaux de Gubei et la Grande muraille Simatai.
 
Cette ville possède une simplicité et une élégance à l'ancienne. Des rangées de maisons, de vieilles rues en quartzite et de longs Hutongs montrent le style et les caractéristiques de la vieille ville. Les canaux fluviaux sont dispersés entre les rues. Les maisons près de la rivière sont baignées de soleil. Quand la nuit tombe, le village des eaux de Gubei présente une atmosphère tranquille et confortable.
Aujourd'hui, ce village dispose de nombreux hôtels.

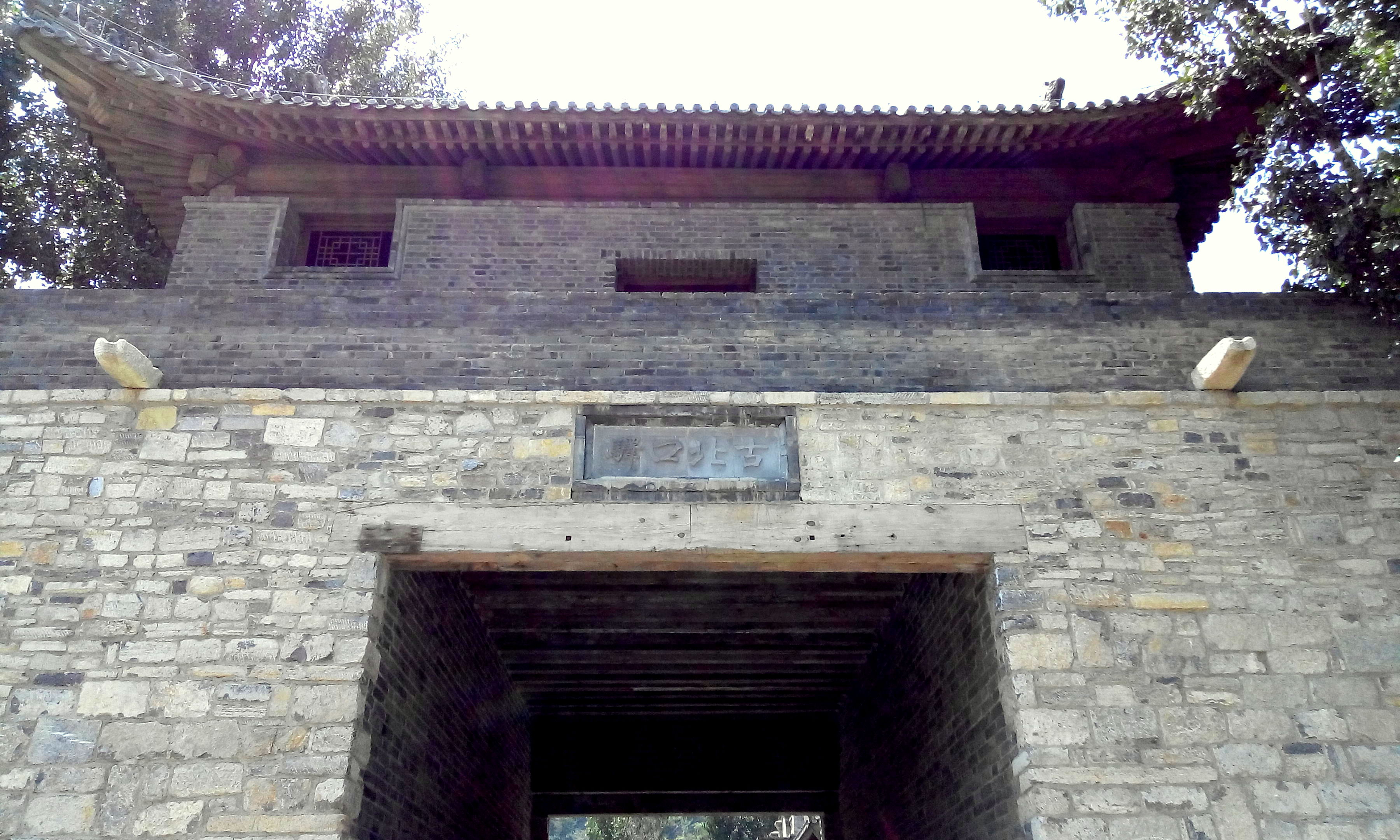
Une porte du village de Gubei
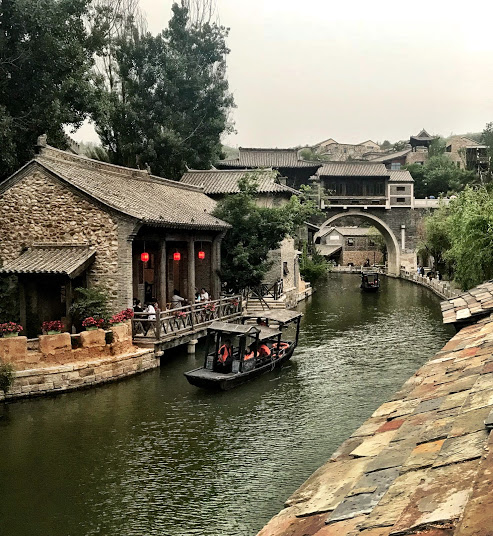
Vue d'un canal de Gubei
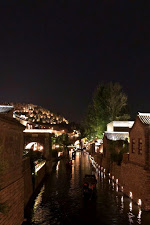
Gubei la nuit

## Les sites d’intérêt

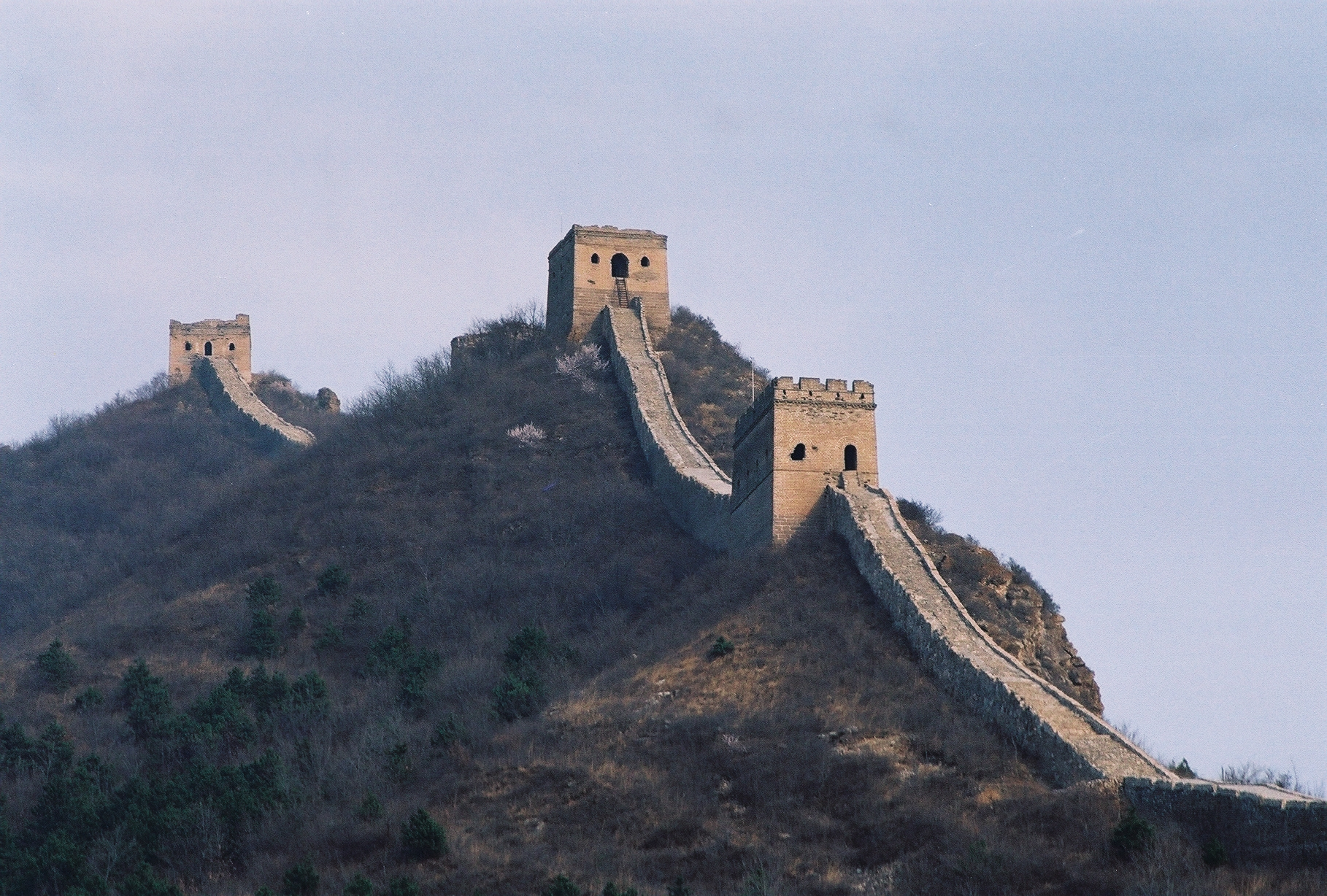
Grande Muraille de Chine à Simatai

Il existe de très nombreux sites d’intérêt dans le village ou près du village. Certains lieux d'attraction sont ouverts au public, tels que les rues avec ses canaux d'eau, les blocs de la République de Chine, le vieux site du camp, etc. L'accès au vieux village avec ses canaux est payant.
La Grande Muraille de Simatai est la seule section de la Grande Muraille qui conserve les traits originaux de la Grande Muraille de la dynastie des Ming. Elle est connue dans le monde entier pour son escarpement, son étrangeté et son caractère intact. 20 tours de guet sont intégralement conservées dont la tour Wangjing. Cette muraille est construite sur la crête escarpée de la montagne à près de mille mètres d’altitude, d’où il est parfois possible d'avoir une vue allant jusqu’à la ville de Beijing. Le journal anglais Times l’a citée parmi les 25 sites scéniques du monde à ne pas manquer. L'accès à la Grande Muraille est aujourd'hui payant. Par ailleurs, la construction d'un téléphérique permet d'y accéder facilement.
La maison des Huit Bannières se situe dans une position stratégique pour la défense de la capitale. Il est possible d’y assister à la cérémonie de rassemblement des soldats sur le champ de manœuvre.